# Vild Vesten
Vild Vesten er en amerikansk stumfilm fra 1906 af Edwin S. Porter.